# Per Olofsson (politiker)
Per Olof Olofsson i riksdagen kallad Olofsson i Sveg, född den 23 februari 1889 i Sveg, Jämtlands län, död där den 2 april 1973, var en  svensk polisman, skogsarbetare och socialdemokratisk politiker.
Olofsson var ledamot av riksdagens första kammare från 1942, invald i Västernorrlands läns och Jämtlands läns valkrets. Han skrev i riksdagen 12 motioner övervägande om glesbygdens problem, exempelvis ifråga om samfärdsel och näringslivets lokalisering.